# 烏魯米塔
烏魯米塔是哥倫比亞的城鎮，位於該國北部，由瓜希拉省負責管轄，距離首府里奧阿查175公里，始建於1785年10月3日，面積329平方公里，海拔高度255米，2005年人口8,545。

## 外部連結
- （西班牙文） Urumita official website （页面存档备份，存于）
- （西班牙文） Gobernacion de La Guajira - Urumita

10°34′N 73°01′W / 10.567°N 73.017°W